# Jintun (köpinghuvudort i Kina, Jiangxi Sheng, lat 28,13, long 117,23)
Jintun (kinesiska: 金屯) är en köpinghuvudort i Kina. Den ligger i provinsen Jiangxi, i den sydöstra delen av landet, omkring 150 kilometer sydost om provinshuvudstaden Nanchang. Antalet invånare är 19 173. Befolkningen består av 8 965 kvinnor och 10 208 män. Barn under 15 år utgör 21,0 %, vuxna 15-64 år 69 %, och äldre över 65 år 8,0 %.
Runt Jintun är det ganska tätbefolkat, med 222 invånare per kvadratkilometer. Närmaste större samhälle är Guixi, 18,1 km norr om Jintun. I omgivningarna runt Jintun växer i huvudsak blandskog.
Genomsnittlig årsnederbörd är 2 741 millimeter. Den regnigaste månaden är juni, med i genomsnitt 480 mm nederbörd, och den torraste är oktober, med 37 mm nederbörd.